# Next Year
Singles de Foo Fighters
Breakout
(2000) The One
(2002)
Next Year est le cinquième single de l'album There Is Nothing Left to Lose sorti en 2000.

## Liste des titres
Toutes les chansons sont écrites et composées par Dave Grohl, Taylor Hawkins, Nate Mendel, Chris Shiflett.
| 1. | Next Year                                                                      | 4:28 |
| 2. | Big Me (session acoustique à la radio 2 Meter Sessions le 22 novembre 1999)    |      |
| 3. | Next Year (session acoustique à la radio 2 Meter Sessions le 22 novembre 1999) |      |

| 1. | Next Year                                | 4:28 |
| 2. | Baker Street (reprise de Gerry Rafferty) |      |

## Charts
| Chart (2000)                | Position |
| --------------------------- | -------- |
| Canadian RPM Rock Chart     | 12       |
| Dutch Singles Chart         | 92       |
| UK Singles Chart            | 29       |
| U.S. Hot Modern Rock Tracks | 17       |
| U.S. Adult Top 40           | 40       |